# Nahuel Niyeu
Nahuel Niyeu es una localidad y comisión de fomento del departamento Valcheta, provincia de Río Negro, Argentina.
Se encuentra sobre la Ruta Nacional 23; es estación del Tren Patagónico.

## Población
Contó con 32 habitantes (Indec, 2010), lo que representó un descenso del 45% frente a los 59 habitantes (Indec, 2001) del censo anterior.
El censo 2022 arrojó 54 viviendas con una población estable de 57 habitantes en la comisión de fomento.
| Gráfica de evolución demográfica de Nahuel Niyeu entre 1991 y 2022 |
|                                                                    |
| Fuente: Censos nacionales del INDEC                                |